# 田乃䅿
田乃䅿（？—？），字茂卿，號蘭渚，湖广黄州府蕲州人。

## 生平
万历四十年（1612年）壬子科湖广乡试举人，四十七年（1619年）己未科進士，禮部觀政，考选推官，未仕卒。夙负才名，饶著述，未究其用，士林惜之。

## 家族
曾祖田珍。祖父田喬。父田載貢。